# Chlothar III
För andra betydelser, se Chlothar (olika betydelser)
Chlothar III, född 652, död 673, var frankisk merovingisk kung av Neustrien och Burgund 657–673 och Austrasien 657–663. Han var son till Klodvig II.
Chlothar var kung under olika förmyndare, en av de så kallade rois fainéants, först under sin mor Balthild och därefter under Erkinoald och Ebroin, båda maior domus i Austrasien. 